# Team Cykelcity/Saison 2011
Nachfolgend werden die Mannschaft und die Erfolge des Team Cykelcity in der Saison 2011 dargestellt.

## Erfolge in der UCI Europe Tour
| Datum    | Rennen                                    | Kat. | Fahrer            |
| -------- | ----------------------------------------- | ---- | ----------------- |
| 21. März | 1. Etappe Tour de Normandie (EZF)         | 2.2  | Tobias Ludvigsson |
| 3. Juni  | 3. Etappe Tour of Norway                  | 2.2  | Johan Lindgren    |
| 24. Juni | Schwedische Meisterschaft – Straßenrennen | CN   | Philip Lindau     |

## Mannschaft
| Name                        | Geburtstag         | Nationalität       | Team 2010             |
| --------------------------- | ------------------ | ------------------ | --------------------- |
| Jonas Ahlstrand             | 16. Februar 1990   | Schweden           | Neoprofi              |
| Sebastian Balck             | 9. Juni 1988       | Schweden           | Josan-Mercedes (2008) |
| Christian Bertilsson        | 5. September 1991  | Schweden           | Neoprofi              |
| Jonas Bjelkmark             | 1. April 1987      | Schweden           | Neoprofi              |
| Michael Chauner (ab 01.08.) | 19. September 1986 | Vereinigte Staaten | Neoprofi              |
| Johan Landstrom             | 30. März 1982      | Schweden           | Neoprofi              |
| Philip Lindau               | 18. August 1991    | Schweden           | Neoprofi              |
| Johan Lindgren              | 13. August 1986    | Schweden           | Team Cykelcity        |
| Tobias Ludvigsson           | 22. Februar 1991   | Schweden           | Neoprofi              |
| Michael Olsson              | 4. März 1986       | Schweden           | Neoprofi              |
| Robert Pölder               | 21. Juni 1991      | Schweden           | Neoprofi              |
| Jimmy Rönn                  | 5. Juli 1979       | Schweden           | Neoprofi              |
| Patrik Stenberg             | 13. November 1990  | Schweden           | Neoprofi              |
| Stagiaires                  | Stagiaires         | Nationalität       | Nationalität          |
| Johan Broberg               | Johan Broberg      | Schweden           | Schweden              |
| Jesper Dahlström            | Jesper Dahlström   | Schweden           | Schweden              |

## Platzierungen in UCI-Ranglisten
UCI Europe Tour 2011
|      | Fahrer            | Punkte |
| ---- | ----------------- | ------ |
| 142. | Jonas Ahlstrand   | 103    |
| 309. | Tobias Ludvigsson | 50     |
| 384. | Philip Lindau     | 40     |
| 560. | Michael Olsson    | 24     |
| 668. | Johan Lindgren    | 16     |
| 752. | Jonas Bjelkmark   | 12     |
| 987. | Sebastian Balck   | 6      |